# Xã South Beaver, Quận Beaver, Pennsylvania
Xã South Beaver (tiếng Anh: South Beaver Township) là một xã thuộc quận Beaver, tiểu bang Pennsylvania, Hoa Kỳ. Năm 2010, dân số của xã này là 2.717 người.